# Sarauli
Sarauli är en ort i Indien.   Den ligger i distriktet Rāmpur och delstaten Uttar Pradesh, i den norra delen av landet, 180 km öster om huvudstaden New Delhi. Sarauli ligger 184 meter över havet och antalet invånare är 20 923.
Terrängen runt Sarauli är mycket platt. Runt Sarauli är det tätbefolkat, med 790 invånare per kvadratkilometer. Närmaste större samhälle är Shāhābād, 11,4 km nordväst om Sarauli. Trakten runt Sarauli består till största delen av jordbruksmark.